# Mimobolbus maculicollis
Mimobolbus maculicollis är en skalbaggsart som beskrevs av Karl Henrik Boheman 1857. Mimobolbus maculicollis ingår i släktet Mimobolbus och familjen Bolboceratidae. Inga underarter finns listade i Catalogue of Life.